# Paectes nubifera
Paectes nubifera là một loài bướm đêm trong họ Noctuidae.